# 514.
◄ | 5. stoljeće | 6. stoljeće | 7. stoljeće | ►
◄ | 480-ih | 490-ih | 500-ih | 510-ih | 520-ih | 530-ih | 540-ih | ►
◄◄ | ◄ | 511. | 512. | 513. | 514. | 515. | 516. | 517. | ► | ►►
Astronomija • Književnost • Kršćanstvo • Pravo • Promet

## Smrti
- 19. srpnja – Simah, papa

## Vanjske poveznice
|  | Zajednički poslužitelj ima još gradiva o temi 514. |